# Roy McCurdy
Roy McCurdy (Rochester, 28 november 1936) is een Amerikaanse jazzdrummer.

## Biografie
McCurdy bezocht de Eastman School of Music, waar hij al op 17-jarige leeftijd speelde met Roy Eldridge en samenwerkte met Eddie 'Cleanhead' Vinson. Van 1960 tot 1961 speelde hij met Chuck en Gap Mangione in diens band Jazz Brothers, daarna was hij lid in het Jazztett van Art Farmer-Benny Golson. Daarna werkte hij in 1963 en 1964 met Bobby Timmons, Betty Carter en Sonny Rollins. In 1965 kwam hij bij het Cannonball Adderley Quintet, waarbij hij werkte als drummer tot Adderley's dood in 1975. Hij is bovendien werkzaam in de regio Los Angeles.
Als invloeden op zijn spel noemt McCurdy Louie Bellson, Shelly Manne, Sam Woodyard, Buddy Rich, Papa Jo Jones, Philly Joe Jones en de bands van Duke Ellington, Jimmie Lunceford en Lionel Hampton. Hij speelde onder andere met Count Basie, Wes Montgomery, Ella Fitzgerald, Sarah Vaughan, Carmen McRae, Joe Williams, Herbie Hancock, Oscar Peterson, Bud Powell, Art Pepper, Jon Mayer en met Blood, Sweat & Tears.
McCurdy is buitengewoon professor voor jazzstudies aan de University of Southern California.

## Discografie
- 1966: Mercy, Mercy, Mercy - Live at the Club (Blue Note Records) met Cannonball Adderley Quintet
- 1966/67: Swingin' in Seattle (In-Akustik) met Cannonball Adderley Quintet
- 1969: Country Preacher (Capitol Records) met Cannonball Adderley, Nat Adderley, Joe Zawinul en Walter Booker

- Bibliothèque nationale de France: cb13897290v (data)
- Gemeinsame Normdatei: 13445099X
- International Standard Name Identifier: 0000 0000 5514 4790
- Library of Congress Control Number: n80055694
- MusicBrainz: 2d538a32-226d-4a7b-8cdb-db1a5a69e383
- Nationale Bibliotheek van Israël: 987007337134805171
- SNAC: w68n0wjs
- Système universitaire de documentation: 156870185
- Virtual International Authority File: 51876010
- WorldCat: E39PBJrrqwJwCXBGXK3BbWgFrq